# Episodi di Six Feet Under (quarta stagione)
La quarta stagione della serie televisiva Six Feet Under è stata trasmessa per la prima volta negli Stati Uniti il 13 giugno 2004 e si è conclusa il 1º settembre 2004 sulla HBO.
In Italia, la quarta stagione è stata trasmessa in prima visione assoluta dal 29 aprile 2008 al 10 giugno 2008 su Cult di Sky.
Sul digitale terrestre, la quarta stagione è stata trasmessa dal 25 luglio 2008 al 29 agosto 2008, ogni venerdì alle ore 21:00, su Iris, canale gratuito del DTT Mediaset.
In chiaro, la quarta stagione è stata trasmessa dal 5 settembre 2008 al 21 novembre 2008, ogni venerdì alle ore 00:00, su Italia 1.
| nº | Titolo originale      | Titolo italiano            | Prima TV USA      | Prima TV Italia |
| -- | --------------------- | -------------------------- | ----------------- | --------------- |
| 1  | Falling into Place    | Riposa in pace             | 13 giugno 2004    | 29 aprile 2008  |
| 2  | In Case of Rapture    | Gioco di coppia            | 20 giugno 2004    | 6 maggio 2008   |
| 3  | Parallel Play         | Vita parallela             | 27 giugno 2004    | 13 maggio 2008  |
| 4  | Can I Come Up Now?    | Il passato di George       | 11 luglio 2004    | 13 maggio 2008  |
| 5  | That's My Dog         | Nella valle della morte... | 18 luglio 2004    | 20 maggio 2008  |
| 6  | Terror Starts at Home | Dietro la maschera         | 25 luglio 2004    | 20 maggio 2008  |
| 7  | The Dare              | La sfida                   | 1º agosto 2004    | 27 maggio 2008  |
| 8  | Coming and Going      | Giochi perversi            | 8 agosto 2004     | 27 maggio 2008  |
| 9  | Grinding the Corn     | Frantumare il grano        | 15 agosto 2004    | 3 giugno 2008   |
| 10 | The Black Forest      | Le ceneri                  | 22 agosto 2004    | 3 giugno 2008   |
| 11 | Bomb Shelter          | Le due facce della verità  | 29 agosto 2004    | 10 giugno 2008  |
| 12 | Untitled              | La fine del mondo          | 1º settembre 2004 | 10 giugno 2008  |

## Riposa in pace
- Titolo originale: Falling Into Place
- Diretto da: Michael Cuesta
- Scritto da: Craig Wright
- Morte di: Bruno Baskerville Walsh (1951-1972 - si getta dal tetto di un edificio schiantandosi su un'automobile)

### Trama
Bruno Baskerville Walsh, sotto effetto di droghe, si getta da un tetto credendo di poter volare; L'evento si è verificato quasi trent'anni fa e le sue ceneri, mai reclamate, verranno utilizzate per simulare quelle di Lisa. 
Nate, dopo aver passato la notte a casa di Brenda, comunica alla famiglia la notizia del ritrovamento del cadavere di Lisa, annegato e non violentato. Nate e David si recano in ospedale a recuperare il corpo, ormai dilaniato ed in avanzato stato di decomposizione. I parenti di Lisa si recano a casa Fisher per organizzare il funerale, litigando con Nate; loro vorrebbero che la figlia venisse cremata per essere custodita nel loculo di famiglia, mentre Nate, memore di conversazioni avute con Lisa, vorrebbe seppellirla senza bara a contatto con la natura. David e Keith hanno un rapporto migliore e quest'ultimo viene invitato a dormire a casa Fisher per la prima volta. Brenda si avvicina a Joe, il suo vicino di casa. Vanessa riesce a mandare via di casa la sorella mentre Federico si sente in colpa per quanto avvenuto con la ragazza dello strip club. Claire comunica a Russell la morte di Lisa e, successivamente, anche dell'aborto appena avvenuto; Il ragazzo ne rimane sconvolto. Nate decide di assecondare le richieste della madre di Lisa e far cremare i resti della moglie; L'uomo, di ritorno dal forno crematorio, consegna le ceneri alla donna che si congeda a torna nella città dove risiede. Una volta salutati i parenti, Nate si dirige da solo in aperto deserto e, sotto a un albero in cima a una collina, scava una buca in cui ripone il corpo della moglie, come da sue ultime volontà. L'uomo ha infatti consegnato alla madre della defunta, ignara, le ceneri, mai reclamate, del giovane Bruno Baskerville Walsh, morto anni prima; David ha appoggiato questa scelta effettuata da Nate.

## Gioco di coppia
- Titolo originale: In Case of Rapture
- Diretto da: Dan Attias
- Scritto da: Rick Cleveland
- Morte di: Dorothy Sheedy (1954-2003 - investita da un'automobile)

### Trama
Dorothy Sheedy, donna molto credente, durante una visione mistica, viene investita da un'auto. Nate si arrabbia vedendo che il marito non soffre per la perdita della donna.
Sono passati alcuni mesi dalla scomparsa di Lisa ma Nate non riesce ancora a superare la cosa. Keith decide di cambiare lavoro ed entrare nel settore della protezione delle persone famose. Arthur ingaggia una battaglia personale con George. Federico inizia a prendersi cura di Sofia e della figlia. Nate, stanco del lavoro alle pompe funebri, decide di abbandonare l'attività di famiglia e dedicarsi esclusivamente a Maya. Brenda inizia una relazione con Joe. Claire, dopo aver perso la voglia di fotografare, conosce altre alunne della scuola e decide di ricominciare a utilizzare la macchina fotografica.

## Vita parallela
- Titolo originale: Parallel Play
- Diretto da: Jeremy Podeswa
- Scritto da: Jill Soloway
- Morte di: Kaitlin Elise Stolte (1989-2003 - causa non rivelata, possibile trauma cranico o rottura dell'osso del collo)

### Trama
Kaitlin Elise Stolte muore battendo la testa cadendo dal letto.
Ruth decide di organizzare un mercatino dell'usato per liberarsi di oggetti vecchi. Nate ha una breve relazione con una donna conosciuta all'asilo della figlia. Ruth e George ricevono dei pacchetti regalo, senza mittente, contenenti escrementi. Federico decide di aiutare economicamente Sofia. David istruisce Arthur per sostituire Nate nell'impresa di pompe funebri. Keith intraprende la sua nuova carriera lavorativa, ma si accorge che è più restrittiva di quello che pensava. Ruth litiga con Arthur, convinta che quest'ultimo sia il responsabile dei disgustosi pacchetti regalo, in quanto geloso della relazione tra la donna e George; Arthur, che si dichiara innocente, la mattina successiva abbandona la casa dei Fisher e si licenzia dal lavoro, lasciando solo una lettera. Claire comunica a David della passata relazione tra Ruth ed Arthur, lasciando il fratello sbalordito. Brenda inizia un corso di psicologia e prosegue la sua relazione con Joe. Nate rimane sconvolto nello scoprire che la donna con cui pensava di poter instaurare una relazione era solo interessata a un rapporto senza impegno. Ruth informa George della strana storia romantica avuta con Arthur. Claire convince la madre a bruciare tutto quanto rimasto invenduto al mercatino; Nate, tornato a casa durante il falò, getta nel fuoco alcuni oggetti di Lisa e della casa, tagliando i ponti con il passato e decidendo di tornare a vivere a casa Fisher. L'appartamento lasciato libero da Nate viene occupato da Claire.

## Il passato di George
- Titolo originale: Can I Come Up Now?
- Diretto da: Dan Minahan
- Scritto da: Alan Ball
- Morte di: Lawrence Henry Mason (1938-2003 - colpito da un fulmine)

### Trama
Lawrence Henry Mason, padre della prima ragazza di David, viene colpito da un fulmine durante un temporale. Jennifer, la figlia, prima del funerale si sfoga con David per come è finita la loro storia d'amore.
Ruth e George continuano a ricevere posta contenente escrementi umani; La donna decide quindi di intraprendere una pratica legale contro Arthur. Nate viene informato da una sensitiva che lo spirito di Lisa non è morto e sta cercando di tornare da lui. David vuole che Keith riveli ai suoi nuovi colleghi la sua omosessualità; L'uomo però preferisce non diffondere la notizia. Nate cerca aiuto da Brenda ma finisce solo per conoscere il suo nuovo ragazzo. George informa Ruth di avere un altro figlio di cui non ha voluto parlarle e che questi è il responsabile della posta incriminata. Il prof. Olivier inizia una relazione con la madre di Brenda. Claire si rende conto di non avere mai avuto un orgasmo e ne discute con le sue nuove amiche. Ruth obbliga George a incontrare il figlio colpevole dell'invio della spiacevole posta. Joe comunica a Brenda di volere un figlio da lei.

## Nella valle della morte...
- Titolo originale: That's My Dog
- Diretto da: Alan Poul
- Scritto da: Scott Buck
- Morte di: Anne Marie Thornton (1966-2004 - scivolata nella doccia)

### Trama
Anne Marie Thornton muore scivolando nella doccia il giorno dell'anniversario di matrimonio. Il corpo verrà abbandonato da David sul ciglio della strada sotto ordine di Mike l'autostoppista.
Ruth cerca di riallacciare i rapporti tra George ed il figlio, facendo arrabbiare il marito. Nate partecipa a una terapia di gruppo per persone che hanno subito una perdita. Keith si allontana per qualche tempo per motivi lavorativi come guardia del corpo di Celeste, una giovane pop star. David da un passaggio a Mike, un autostoppista; Questi, da prima gentile e simpatico, si rivela essere un teppista che lo rapisce minacciandolo con una pistola. Brenda pensa seriamente di avere un figlio con Joe. David, dopo essere stato obbligato a svuotare il conto in banca dal suo carceriere, viene anche obbligato a trasportarlo in giro per la città in cerca di droghe e venendo anche costretto ad assumere del crack; Dopo vari tentativi di fuga falliti e mancati aiuti delle forze dell'ordine, David viene condotto in una zona portuale semi deserta dove viene cosparso di benzina. Mike comunica a David che sta per ucciderlo e gli punta la pistola alla testa; Mentre viene caricato il proiettile nella canna, David vede tutta la sua vita passargli davanti e proprio prima di essere convinto di morire, sente il suo furgone, guidato da Mike, allontanarsi. Il Fisher si trascina così in strada dove viene recuperato dalla polizia.

## Dietro la maschera
- Titolo originale: Terror Starts at Home
- Diretto da: Miguel Arteta
- Scritto da: Kate Robin
- Morte di: Robert Carl Meinhardt (1962-2004 - colpo di pistola in fronte)

### Trama
Robert Carl Meinhardt viene ucciso a sangue freddo con un colpo di pistola alla fronte da un rapinatore che gli ha appena svaligiato la casa. La vicenda accaduta all'uomo scatena in David i ricordi macabri della sua recente prigionia.
È il compleanno di David e la famiglia si ritrova per festeggiare. Il furgone rubato dei Fisher viene ritrovato ma dell'autostoppista non si hanno notizie. Nate inizia un nuovo lavoro a contatto con i cani. David ha comunicato alla famiglia di essere stato derubato del furgone, tralasciando i dettagli più terrificanti della vicenda accadutagli. Federico si arrabbia con Sofia dopo che la donna si presenta alla Fisher & Diaz facendosi vedere da Ruth e Nate; L'uomo la presente però come un'amica di Vanessa. I rapporti tra Ruth e George si incrinano dopo che la donna scopre che il nuovo marito le tiene nascoste molte cose, soprattutto riguardo alle passate relazioni amorose. Brenda e Joe provano ad avere un bambino e decidono di andare a vive insieme. David, dopo aver avuto un attacco di panico durante la veglia del signor Meinhardt a causa della similare esperienza vissuta con il defunto, confida a Claire la realtà dei fatti riguardanti il furto del furgone; La ragazza, in pensiero per il fratello, prega quindi Nate di rientrare nell'impresa di famiglia, il quale accetta. Ruth, in buona fede, informa Vanessa della visita di Sofia; Federico si giustifica con la moglie inventandosi come Sofia sia una ragazza madre che la Chiesa gli ha chiesto di aiutare. Brenda, titubante sulla scelta dell'avere un figlio e del vivere con Joe, chiede aiuto a Nate; I due finiscono quindi per baciarsi.

## La sfida
- Titolo originale: The Dare
- Diretto da: Peter Webber
- Scritto da: Bruce Eric Kaplan
- Morte di: Joan Morrison (1939-2004 - cancro)

### Trama
Joan Morrison muore di cancro senza comunicare nulla alla famiglia a eccezione del marito.
Ruth e George partono per qualche giorno per eseguire una ricerca lavorativa dell'uomo. Nate e Brenda si incontrano più volte per avere rapporti sessuali. Keith rivela ai suoi colleghi di essere omosessuale, scoprendo, molto probabilmente, di non essere l'unico. Claire si rende conto di essere innamorata della sua amica Edie ma una parte di lei non vuole ammetterlo. David è ancora turbato dal suo rapimento. Nate ha delle visioni di Lisa che lo spingono a sistemarsi con un'altra donna, a patto che non sia Brenda. Vanessa, dopo aver pedinato Federico fino da Sofia, caccia il marito fuori di casa. Ruth trascina George da sua sorella, nelle vicinanze del sito in cui l'uomo sta lavorando. Brenda comunica a Joe di aver avuto rapporti con un altro uomo nell'ultimo periodo, non facendo però nessun riferimento a Nate. Claire decide di andare a letto con Edie mentre Federico decide di fare lo stesso con Sofia.

## Giochi perversi
- Titolo originale: Coming and Going
- Diretto da: Dan Attias
- Scritto da: Nancy Oliver
- Morte di: James Dubois Marshall (1923-2004 - cause naturali)

### Trama
James Dubois Marshall, dopo aver capito che era arrivata la sua ora, muore nella sua auto appena parcheggiata a casa Fisher; L'uomo lascia inoltre una lettera sul cruscotto dell'auto in cui sono riportate le sue ultime volontà, concordate a suo tempo con Nathaniel.
Keith riceve proposte sessuali da un suo collega, ma l'uomo le ignora in quanto fedele a David. Claire inizia una relazione con Edie. Federico, ormai cacciato di casa, non viene ospitato da Sofia e passa le notti a casa Fisher nella stanza dei cadaveri. Nate continua ad avere rapporti occasionali con Brenda. David ha un rapporto sessuale con un vecchio amico suo e di Keith. Vanessa, con l'aiuto della sorella, decide di affrontare Sofia e le due hanno uno scontro fisico; La moglie di Federico, uscita sconfitta, danneggia l'auto della rivale con una mazza da baseball. Keith, deciso a tornare da David, ha un rapporto sessuale con Celeste la sera prima di abbandonare il tour. Claire capisce di provare solo una grande relazione affettiva per l'amica ma di non essere omosessuale. Federico litiga con Sofia per quanto accaduto con la moglie; La donna gli rivela di avere altri uomini che possono occuparsi di lei. Ruth sorprende Federico a dormire nell'ufficio della società e lo invita a occupare una camera libera in casa. Brenda e Nate vengono sorpresi insieme da Joe, il quale riversa tutta la sua rabbia contro la compagna. Ruth, dopo l'ennesima litigata furiosa con George, decide di allontanarsi da casa per qualche tempo, lasciando solo un biglietto come avviso.

## Frantumare il grano
- Titolo originale: Grinding the Corn
- Diretto da: Alan Caso
- Scritto da: Rick Cleveland
- Morte di: Lawrence Tuttle (1969-2004 - schiacciato da una libreria)

### Trama
Lawrence Tuttle, appassionato di fumetti, muore schiacciato da una libreria su cui si era arrampicato per recuperare un raro fumetto; Lo stesso fumetto con cui voleva essere sepolto, come da volontà testamentarie. La notte prima della veglia alcuni amici del defunto si intrufolano a casa Fisher per rubare il fumetto, venendo colti in flagrante ed obbligati a riconsegnare la refurtiva.
Claire e Edie chiudono la loro relazione, con molta frustrazione di quest'ultima in quanto convinta di essere stata solo un esperimento della giovane Fisher. Nate e Brenda continuano a incontrarsi per avere rapporti sessuali, ma l'uomo non vuole che lei faccia parte della vita di Maya. Keith è tornato dal viaggio di lavoro e riferisce a David la sua scappatella con Celeste; Il Fisher inizia a sospettare che il compagno stia tornando eterosessuale. Ruth comunica alla famiglia di trovarsi a casa di Bettina e di non sapere quando rientrerà. Billy sostituisce temporaneamente una professoressa della scuola di Claire. Ruth e Bettina partono per un viaggio in Messico; Qui la donna cerca di essere più determinata nell'ottenere ciò che vuole rispetto a casa. Federico cerca, inutilmente, di riappacificare i rapporti con Vanessa. David confessa a Keith l'avventura sessuale occasionale con il loro vecchio amico. Brenda ricade nel vizio delle droghe leggere e riprende a frequentare una terapia di gruppo. George, ormai rimasto separato da Ruth da qualche tempo, inizia a rimpiangere di essere stato così duro con la moglie. Claire ha un rapporto sessuale con un amico e riesce finalmente ad avere un orgasmo quando questi usa una tecnica chiamata "frantumare il grano". Nate, dopo avere avuto delle strane visioni con Nathaniel e Lisa, si reca da Brenda portando anche la figlia. Ruth, dopo aver assistito all'esecuzione del cavallo, malato, su cui stava facendo un'escursione in riva al mare, decide di tornare a casa.

## Le ceneri
- Titolo originale: The Black Forest
- Diretto da: Peter Care
- Scritto da: Jill Soloway, Craig Wright
- Morte di: Robert Duane Wething (1958-2004 - avvelenamento da alcool)

### Trama
Robert Duane Wething, durante il matrimonio di alcuni conoscenti, muore per avvelenamento da alcool mentre, da svenuto, la moglie lo prende a calci. La donna, che odiava il marito per questa sua dipendenza, vuole comunque un funerale in grande stile per fingere di essere addolorata per la perdita.
Ruth torna a casa e fissa delle regole con George. Claire litiga con Edie. Nate e Maya si trasferiscono da Brenda. David e Keith si recano a un matrimonio di alcuni amici. Ruth invita a cena Kyle e la donna che gli ha fatto conoscere; George scopre di avere qualcosa in comune con il figlio. Nate e Maya si recano in Idaho per partecipare alla cerimonia di onorificenza alle ceneri di Lisa; I due vengono accompagnati da Brenda, la quale non presenzia alla funzione ma viene sorpresa poco dopo dalla sorella di Lisa. David è ossessionato dall'idea di adottare un bambino con Keith. Federico scopre che la moglie sta cercando un nuovo compagno e che la stessa li ritiene separati. David, durante una rissa con un uomo in un ristorante lo ferisce goffamente. I genitori di Lisa vengono informati dal loro impresario funebre che molto probabilmente le ceneri che hanno appena riposto nel sacrario non sono quelle della figlia, in quanto accortosi di alcuni dettagli. 

## Le due facce della verità
- Titolo originale: Bomb Shelter
- Diretto da: Nicole Holofcener
- Scritto da: Scott Buck
- Morte di: Edward Gordon Gorodetsky (1956-2004 - incidente stradale), Coco Grimes Gorodetsky (1962-2004 - incidente stradale), Michael Timothy Gorodetsky (1992-2004 - incidente stradale), Amanda Lynn Gorodetsky (1995-2004 - incidente stradale)

### Trama
Quasi tutta la famiglia Gorodetsky, composta da padre, madre e due bambini, perdono la vita durante un incidente stradale. L'unico sopravvissuto è il figlio adolescente, che al momento dello schianto non si trovava sul veicolo; Il ragazzo si trova quindi a organizzare un funerale per le uniche persone a lui care.
Barb, la sorella di Lisa, si reca da Nate per capire che problema ci sia stato con le ceneri della defunta. David viene citato in tribunale dall'uomo che ha aggredito, rischiando di perdere l'impresa di famiglia. Brenda comunica a Nate di volere un figlio. Claire litiga con Russell, il quale l'accusa di essersi presa il totale merito per la realizzazione di un'opera; Tale opera verrà anche esposta in una mostra. George è preoccupato per una ipotetica imminente fine del mondo per cause sia naturali che umane. La madre di Brenda ha un serio problema alle ovaie e viene ricoverata in ospedale; Tale situazione riavvicina Brenda e Billy, il quale le confida inoltre di aver avuto un rapporto sessuale adolescenziale con l'attuale compagno della madre. Nate rivela a Barba la verità sul corpo di Lisa, facendo infuriare la donna. Keith riesce a far decadere le accuse per David andando a letto con l'uomo ferito dal compagno. Federico cerca di forzare il suo rientro a casa e di intromettersi nelle nuove relazioni di Vanessa Barb litiga con Nate e chiede l'affidamento della nipote ricevendo, ovviamente, una risposta negativa. Ruth mostra a George il rifugio sotterraneo realizzato da Nathaniel. David riceve una chiamata della polizia, la quale gli comunica di aver probabilmente arrestato l'uomo che l'ha rapinato e che gli ha rubato il furgone; Il Fisher si dovrà recare in centrale per identificarlo.

## La fine del mondo
- Titolo originale: Untitled
- Diretto da: Alan Ball
- Scritto da: Nancy Oliver
- Morte di: Kenneth MacDonald Henderson (1954-2004 - tranciato in due da un ascensore)

### Trama
Kenneth MacDonald Henderson rimane tranciato in due dalle porte di un ascensore guasto mentre cercava di aiutare delle persone rimaste intrappolate nel macchinario. La ex-moglie rimane sorpresa di essere la persona di riferimento nelle ultime volontà del defunto, in quanto separatisi molti anni prima.
Claire presenzia alla sua mostra personale in cui espone le creazioni realizzate in semi-collaborazione con Russell; La Fisher assume inoltre cocaina durante tutta la serata. Nate trova in un libro, lasciatogli dalla nipote Mikaela, una foto di Lisa vestita come il giorno in cui è morta e si domanda chi possa averla scattata; Si reca quindi a casa di Barb per parlare con la bambina. David si decide a incontrare Mike in prigione per affrontarlo, ma capisce solo che l'uomo è seriamente disturbato. Ruth conosce la figlia di George, la quale le riferisce che il padre ha dei problemi mentali; La donna, inizialmente incredula alla notizia, inizia a convincersi quando vede il marito parlare da solo. Keith riceve una proposta di lavoro, ben retribuito, come guardia del corpo dell'uomo che ha citato David in tribunale e pensa di accettare. Federico, straziato dalla storia della ex-moglie del signor Henderson, decide di chiedere perdono a Vanessa e di poter tornare a casa; La donna, anche se felice delle scuse del marito, gli comunica le sue intenzioni di procedere con il divorzio ma che questo non influirà sulla sua relazione con i figli. Nate scopre dal cognato che Lisa intratteneva una relazione segreta con l'uomo e che i due erano soliti incontrarsi sulla spiaggia in cui la donna perse la vita, il quale giura inoltre di non averle fatto del male e di essersi separato da lei in lacrime il giorno in cui è scomparsa; L'uomo, dopo aver raccontato tutto a Nate ed essersi accorto della presenza della moglie Barb ad ascoltare, decide di togliersi la vita sparandosi in bocca di fronte ai due, senza che gli stessi potessero fare nulla. Ruth rimane turbata dalla decisione di George di abitare nel rifugio sotterraneo. Claire, dopo aver litigato praticamente con tutti gli amici alla mostra, si fa riaccompagnare a casa da Billy, con il quale ha un rapporto sessuale. Nate comunica a Brenda la sua intenzione di sposarla e di avere un figlio insieme. David non riesce a superare il dolore provato durante la sua prigionia, ma con l'aiuto della visione del padre si rende conto che la cosa importante è essere riuscito a sopravvivere indipendentemente da ciò che gli è capitato.